# 1576
1576 (MDLXXVI) byl rok, který dle juliánského kalendáře započal nedělí.

## Události
Poprvé v historii byla v české knize (Gramatica Bohemica) zmíněna kost pocházející z mamuta. Byla objevena v Předmostí u Přerova.

### Probíhající události
- 1558–1583 – Livonská válka
- 1562–1598 – Hugenotské války
- 1568–1648 – Osmdesátiletá válka
- 1568–1648 – Nizozemská revoluce

## Narození
Česko
- 14. dubna – Jiří Kezelius Bydžovský, český spisovatel, učitel a kronikář († 1654)
- 24. července – Heřman Černín z Chudenic, český šlechtic, nejvyšší hofmistr Království českého († 7. března 1651)
- 20. prosince – Svatý Jan Sarkander, moravský katolický kněz († 17. března 1620)
- ? – Václav Vratislav z Mitrovic, český spisovatel († 1635)

Svět
- 4. ledna – Kateřina Renata Habsburská, rakouská arcivévodkyně, dcera Karla II. Štýrského († 29. června 1595)
- 21. ledna – Abaza Mehmed paša, osmanský paša a politik († 24. srpna 1634)
- 31. března – Luisa Juliana Oranžská, oranžsko-nassavská princezna, falcká kurfiřtka († 15. března 1644)
- 3. července – Anna Pruská, kurfiřtka braniborská, vévodkyně pruská († 30. srpna 1625)
- 13. srpna – David Vinckboons, nizozemský malíř († 1629)
- 13. září – Bruno III. z Mansfeldu, maltézský rytíř, voják a vrchní lovčí u císařského dvora († 6. září 1644)
- 7. října – křtěn John Marston, anglický básník a dramatik († 25. června 1634)
- ? – Thomas Weelkes, anglický skladatel a varhaník († 1623)
- ? – Roelant Savery, vlámský a nizozemský malíř a rytec (pohřben 25. února 1639)
- ? – Johann Schreck, německý jezuitský misionář a vědec († 11. května 1630)

## Úmrtí
- 9. ledna – Hans Sachs, německý meistersinger (* 5. listopadu 1494)
- 12. února – Jan Albrecht I. Meklenburský, vévoda meklenburský (* 23. prosince 1525)
- 14. května – Tahmásp I., perský šáh z dynastie Safíovců (* 3. března 1513)
- 2. června – Volcher Coiter, holandský anatom (* 1534)
- 27. srpen – Tizian, italský renesanční malíř
- 20. září – Gerolamo Cardano, italský matematik, filosof, astronom a astrolog (* 24. září)
- 12. října – Maxmilián II., římský císař, český a uherský král
- ? – Lu Č’, čínský malíř, kaligraf a básník (* 1496)

## Hlavy států
- České království – Rudolf II.
- Svatá říše římská – Maxmilián II. – Rudolf II.
- Papež – Řehoř XIII.
- Anglické království – Alžběta I.
- Francouzské království – Jindřich III.
- Polské království – Štěpán Báthory
- Uherské království – Maxmilián II. – Rudolf II.
- Osmanská říše – Murad III.
- Perská říše – Tahmásp I., poté Ismail II.